# Carrie (film 1976)
Carrie – amerykański horror w reżyserii Briana De Palmy, będący pierwszą ekranizacją debiutanckiej powieści Stephena Kinga pod tym samym tytułem. Film cieszył się popularnością wśród fanów horroru, ale także wśród krytyki; role Sissy Spacek i Piper Laurie były nominowane do Oscara. W Polsce film, jak również większość innych dzieł De Palmy, był objęty cenzurą aż do upadku komunizmu.
W 1999 roku nakręcono sequel Furia: Carrie 2, a w latach 2002 oraz 2013 powstały remaki filmu.
W 2022 roku pierwsza ekranizacja Carrie została wprowadzona do Narodowego Rejestru Filmowego Stanów Zjednoczonych jako film „znaczący kulturowo, historycznie lub estetycznie”.

## Fabuła
Nastoletnia Carrie White wychowuje się z samotną matką, fanatyczką religijną Margaret. W szkole dziewczyna nie cieszy się zbyt wielką popularnością, jest wyszydzana i pogardzana przez każdego. Wraz z pierwszą miesiączką, do której dochodzi podczas kłopotliwej lekcji wychowania fizycznego, Carrie odkrywa w sobie zdolności telekinetyczne. Z biegiem czasu uczy się kontrolować swój dar. Jedna z oprawczyń Carrie, Sue Snell (Amy Irving), czuje żal do siebie, że wyszydzała ją, i w ramach odkupienia, prosi swojego chłopaka Tommy'ego Rossa (William Katt), aby ją zaprosił. Chłopak zaprasza Carrie, na co ona niechętnie przystaje. Podczas balu wygrywają konkurs na króla i królową balu, Carrie po raz pierwszy w swym życiu czuje szczęście, ale nie wie, że Chris (Nancy Allen) wraz z chłopakiem Billym (John Travolta), planują podły żart. Gdy żart dochodzi do skutku, a Tommy, ginie wskutek nieszczęśliwego wypadku, wściekła i upokorzona Carrie, rozpętuje piekło na balu, które przejdzie do najkrwawszych wydarzeń miasteczka Chamberlain. A na Carrie czeka kolejna pułapka.

## Obsada
- Sissy Spacek jako Carrie White
- Piper Laurie jako Margaret White
- Amy Irving jako Sue Snell
- William Katt jako Tommy Ross
- Betty Buckley jako Miss Collins
- Nancy Allen jako Chris Hargensen
- P.J. Soles jako Norma Watson
- John Travolta jako Billy Nolan
- Priscilla Pointer jako pani Snell

## Opinie
Redakcja strony filmyfantastyczne.pl sklasyfikowała obraz na pozycji 26. na liście 100 najlepszych horrorów, które kiedykolwiek powstały.